# Wereldkampioenschap shorttrack 1976 (individueel)
De eerste editie van het wereldkampioenschap shorttrack werd van 9 tot en met 11 april 1976 in Champaign, Verenigde Staten gehouden.

## Deelnemers

### België
| Mannen          |
| --------------- |
| David Davids    |
| Richard Lecomte |
| Michel Piens    |

### Nederland
Geen deelname

## Medailles

### Mannen
| Onderdeel         | Goud                | Goud                | Zilver              | Zilver              | Brons           | Brons  |
| ----------------- | ------------------- | ------------------- | ------------------- | ------------------- | --------------- | ------ |
| 500m              | Alan Rattray        | USA                 | Gaetan Boucher      | CAN                 | Bob Fenn        | USA    |
| 1000m             | Alan Rattray        | USA                 | Gaetan Boucher      | CAN                 | Philip Walker   | GBR    |
| 1500m             | Alan Rattray        | USA                 | Colin Coates        | AUS                 | Jack Mortell    | USA    |
| 3000m superfinale | Andre Chabrerie     | FRA                 | Pat Maxwell         | USA                 | Jack Mortell    | USA    |
| Klassement        | Alan Rattray        | USA                 | Gaetan Boucher      | CAN                 | Andre Chabrerie | FRA    |
| 3000m Aflossing   | Verenigd Koninkrijk | Verenigd Koninkrijk | Verenigde Staten    | Verenigde Staten    | België          | België |
| 5000m Aflossing   | Verenigde Staten    | Verenigde Staten    | Verenigd Koninkrijk | Verenigd Koninkrijk | België          | België |

### Vrouwen
| Onderdeel         | Goud             | Goud             | Zilver           | Zilver | Brons            | Brons |
| ----------------- | ---------------- | ---------------- | ---------------- | ------ | ---------------- | ----- |
| 500m              | Kathy Vogt       | CAN              | Celeste Chlapaty | USA    | Peggy Hartrich   | USA   |
| 1000m             | Celeste Chlapaty | USA              | Denise Chlapaty  | USA    | Margaret Hanson  | CAN   |
| 1500m             | Celeste Chlapaty | USA              | Kathy Vogt       | CAN    | Peggy Hartrich   | USA   |
| 3000m superfinale | Kathy Vogt       | CAN              | Peggy Hartrich   | USA    | Celeste Chlapaty | USA   |
| Klassement        | Celeste Chlapaty | USA              | Kathy Vogt       | CAN    | Peggy Hartrich   | USA   |
| Aflossing         | Verenigde Staten | Verenigde Staten | Canada           | Canada | -                | -     |

### Medailleklassement
| Plaats | Land                | Goud | Zilver | Brons | Totaal |
| 1      | Verenigde Staten    | 9    | 5      | 7     | 21     |
| 2      | Canada              | 2    | 6      | 1     | 9      |
| 3      | Verenigd Koninkrijk | 1    | 1      | 1     | 3      |
| 4      | Frankrijk           | 1    | 0      | 1     | 2      |
| 5      | Australië           | 0    | 1      | 0     | 1      |
| 6      | België              | 0    | 0      | 2     | 2      |
| Totaal | Totaal              | 13   | 13     | 12    | 38     |

## Eindklassementen

### Mannen
| Rang   | Naam            | Land | Punten1 |
| ------ | --------------- | ---- | ------- |
| Goud   | Alan Rattray    | USA  | -       |
| Zilver | Gaetan Boucher  | CAN  | -       |
| Brons  | Andre Chabrerie | FRA  | -       |
| 4      | Jack Mortell    | USA  | -       |
| 5      | Pat Maxwell     | USA  | -       |
| 6      | Colin Coates    | AUS  | -       |
| 7      | Philip Walker   | GBR  | -       |
| 8      | Bob Fenn        | USA  | -       |

1. In de broninformatie zijn geen punten opgenomen voor de individuele einduitslag.

### Vrouwen
| Rang   | Naam             | Land   | Punten1 |
| ------ | ---------------- | ------ | ------- |
| Goud   | Celeste Chlapaty | USA    | -       |
| Zilver | Kathy Vogt       | CAN    | -       |
| Brons  | Peggy Hartrich   | USA    | -       |
| 4      | Denise Chlapaty  | USA    | -       |
| 5      | Kris Garbe       | USA    | -       |
| 6      | Margaret Hanson  | CAN    | -       |
| 7      | Ylva Langemo     | Zweden | -       |

1. In de broninformatie zijn geen punten opgenomen voor de individuele einduitslag.
Wereldkampioenschap shorttrack (individueel)

Champaign 1976 · 
Grenoble 1977 · 
Solihull 1978 · 
Quebec 1979 · 
Milaan 1980 · 
Meudon 1981 · 
Moncton 1982 · 
Tokio 1983 · 
Peterborough 1984 · 
Amsterdam 1985 · 
Chamonix 1986 · 
Montreal 1987 · 
St. Louis 1988 · 
Solihull 1989 · 
Amsterdam 1990 · 
Sydney 1991 · 
Denver 1992 · 
Peking 1993 · 
Guildford 1994 · 
Gjövik 1995 · 
Den Haag 1996 · 
Nagano 1997 · 
Wenen 1998 · 
Sofia 1999 · 
Sheffield 2000 · 
Jeonju 2001 · 
Montreal 2002 · 
Polen 2003 · 
Göteborg 2004 · 
Peking 2005 · 
Minneapolis 2006 · 
Milaan 2007 · 
Gangneung 2008 · 
Wenen 2009 · 
Sofia 2010 · 
Sheffield 2011 · 
Shanghai 2012 · 
Debrecen 2013 · 
Montreal 2014 · 
Moskou 2015 · 
Seoel 2016 · 
Rotterdam 2017 · 
Montreal 2018 ·
Sofia 2019 ·
Seoel 2020 ·
Dordrecht 2021 ·
Montreal 2022 ·
Seoel 2023 ·
Rotterdam 2024 ·
Peking 2025
Wereldkampioenschap shorttrack (teams)

Seoul 1991 · 
Nobeyama 1992 · 
Boedapest 1993 · 
Cambridge 1994 · 
Zoetermeer 1995 · 
Lake Placid 1996 · 
Seoel 1997 · 
Bormio 1998 · 
St. Louis 1999 · 
Den Haag 2000 · 
Nobeyama 2001 · 
Milwaukee 2002 · 
Boedapest 2003 · 
Sint-Petersburg 2004 · 
Chuncheon 2005 · 
Montreal 2006 · 
Boedapest 2007 · 
Harbin 2008 · 
Heerenveen 2009 · 
Bormio 2010 · 
Warschau 2011
Wereldkampioenschappen shorttrack junioren

Seoel 1994 ·
Calgary 1995 ·
Courmayeur 1996 ·
Marquette 1997 ·
Saint Louis 1998 ·
Montreal 1999 ·
Székesfehérvár 2000 ·
Warschau 2001 ·
Chuncheon 2002 ·
Boedapest 2003 ·
Peking 2004 ·
Belgrado 2005 ·
Miercurea Ciuc 2006 ·
Mladá Boleslav 2007 ·
Bozen 2008 ·
Sherbrooke 2009 ·
Taipei 2010 ·
Courmayeur 2011 ·
Melbourne 2012 ·
Warschau 2013 ·
Erzurum 2014 ·
Osaka 2015 ·
Sofia 2016 ·
Innsbruck 2017 ·
Tomaszów Mazowiecki 2018 ·
Montreal 2019 ·
Bormio 2020 ·
Salt Lake City 2021 ·
Gdańsk 2022 ·
Dresden 2023 ·
Gdańsk 2024 ·
Calgary 2025